# Bundesstraße 28a
Pour les articles homonymes, voir Route 28A.
La Bundesstraße 28a est une ancienne Bundesstraße dans le Land de Bade-Wurtemberg. Elle désignait temporairement le nouveau tronçon de la Bundesstraße 28 de Dornstetten par Horb am Neckar, la Bundesautobahn 81 et Rottenburg am Neckar jusqu'à Tübingen. L'actuel B 28 continue de Dornstetten par Altensteig, Nagold et Herrenberg en direction de Tübingen.

## Histoire
Le premier tronçon, le contournement d'Ergenzingen, est construit de 2004 à 2007. L'autorisation de circulation a lieu le 7 mars 2007. La cérémonie d'inauguration du tronçon le plus à l'est entre la gare principale de Tübingen et Weilheim a lieu le 3 novembre 2006 et les travaux de construction proprement dits commencent à la mi-février 2007. Le tronçon à quatre voies de 1,6 km, qui a coûté 4,4 millions d'euros, est achevé en octobre 2007. À l'extrémité ouest, de Dornstetten par Schopfloch à Horb am Neckar, les travaux de construction commencent au printemps 2009 et se sont achevés lors de l'ouverture du trafic le 20 novembre 2012.
En juillet 2015, le gouvernement fédéral approuve la construction de la fermeture de l'écart entre Rottenburg et Tübingen. Celui-ci doit être parallèle à la ligne de Plochingen à Immendingen à partir de l'extrémité provisoire actuelle du tronçon d'expansion près de Tübingen-Weilheim, afin d'être relié à la L 361 existante au sud-est de Rottenburg. Au niveau de Tübingen-Bühl, un point de raccordement est à construire. Dans le cadre de ces mesures de construction, la L 361 entre le tronçon existant de la B 28a près de Seebronn et la liaison avec le tronçon nouvellement construit doit également être transformée en B 28, de sorte qu'elle fonctionne de manière transparente entre Tübingen et l'A 81. Le premier coup de pioche de ces travaux a lieu le 4 avril 2016 et la construction commence quelques jours plus tard.
Un autre tronçon, le contournement sud d'Eutingen im Gäu, est en phase de planification. Cependant, la B 14 entre Rottweil et Herrenberg fut déclassée en 2017 en raison d'un manque de pertinence pour le trafic longue distance, le gouvernement fédéral ajoute la section entre Horb am Neckar et Eutingen am Gäu à la B 28a en même temps.
En janvier 2018, la B 28 d'origine est reclassée en Landesstraße entre Dornstetten et Herrenberg et reclassée en Bundesstraße 296 entre Herrenberg et Tübingen. Depuis, le B 28 incorpore l'ancienne B 28a.